# فرنسيس هوسمان
فرنسيس هوسمان (بالإنجليزية: Fanny Hausmann)‏ (15 أبريل 1818 في النمسا - 4 أبريل 1853 في سلوفينيا)؛ كاتِبة وشاعرة .